# Tavernier, Florida
Tavernier, Florida (енгл. Tavernier) насељено је место без административног статуса у америчкој савезној држави Флорида.

## Демографија
По попису из 2010. године број становника је 2.136, што је 37 (-1,7%) становника мање него 2000. године.
| Група             | 2000.         | 2010.         |
| Белци             | 1.704 (78,4%) | 1.441 (67,5%) |
| Афроамериканци    | 18 (0,8%)     | 33 (1,5%)     |
| Азијати           | 7 (0,3%)      | 9 (0,4%)      |
| Хиспаноамериканци | 424 (19,5%)   | 628 (29,4%)   |
| Укупно            | 2.173         | 2.136         |